# Mastupis
Mastupis, na horním toku, mezi jezery Durbinas a Mastis pod názvem Dorbėns (do litevštiny někdy překládáno jako Durbinas, jindy jako Durbinis), (žemaitsky Mastopis, na horním toku Dorbėns) je říčka na západě Litvy v okrese Telšiai (Telšiaiský kraj), v Žemaitsku na Žemaitijské vysočině. Vytéká z jezera Durbinas (plocha 1,7 ha), 4 km na západ od Telšiů, 0,5 km na východ od jezera Germantas. Mezi jezery Durbinas a Mastis se klikatí ladnými oblouky v celkovém směru východním, zde pod názvem Dorbėns; větší část tohoto úseku je na území okresního města Telšiai, na kterém protéká i jezerem Mastis (plocha 272,2 ha s ostrovem o ploše 0,44 ha). Za tímto jezerem má již říčka název Mastopis (lit. Mastupis). Koryto dolního toku je regulováno.

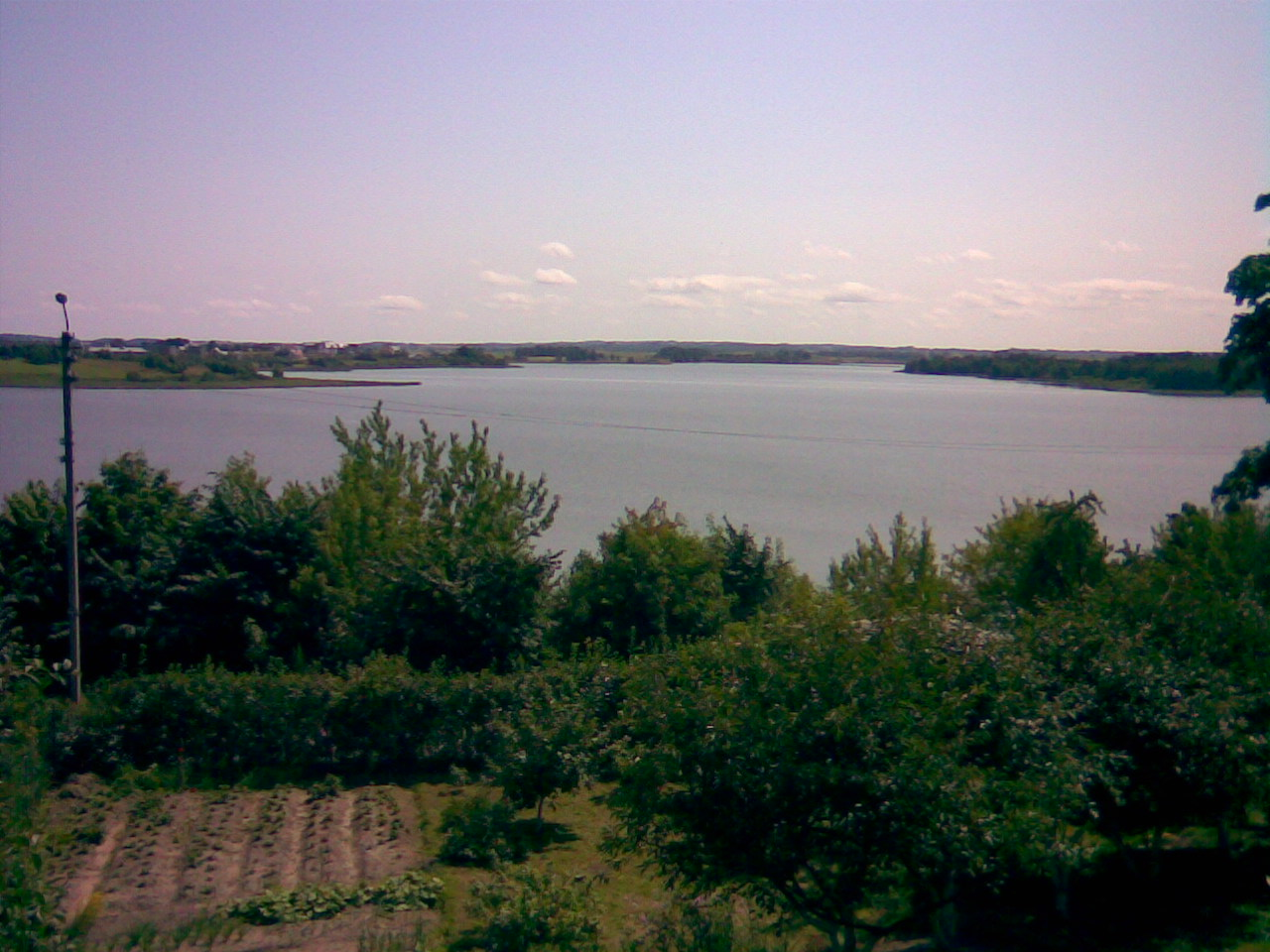
Jezero Mastis, kterým protéká Mastupis v okresním městě Telšiai

## Přítoky
- Pravé: M-2 (vlévá se 5,1 km od ústí)
- Levé: Kaupis (? km)